# Feria (kommunhuvudort)
Feria är en kommunhuvudort i Spanien.   Den ligger i provinsen Provincia de Badajoz och regionen Extremadura, i den sydvästra delen av landet, 300 km sydväst om huvudstaden Madrid. Feria ligger 551 meter över havet och antalet invånare är 1 383.
Terrängen runt Feria är kuperad åt sydväst, men åt nordost är den platt. Runt Feria är det glesbefolkat, med 17 invånare per kvadratkilometer. Närmaste större samhälle är Fuente del Maestre, 10,2 km öster om Feria. Omgivningarna runt Feria är huvudsakligen savann.